# Pycnanthemum clinopodioides
Espèce
Classification phylogénétique
Pycnanthemum clinopodioides est une espèce de plantes à fleurs de la famille des Lamiaceae. On la trouve de l'est des États-Unis jusqu'au Texas.

## Synonymes
- Koellia clinopodioides (Torr. & A.Gray) Kuntze